# Episodi di Manny tuttofare
La serie animata Manny tuttofare è composta da 3 stagioni, trasmesse negli Stati Uniti dal 16 settembre 2006 fino al 10 febbraio 2013.

## Prima stagione
| nº | Titolo originale                                   | Titolo italiano                                              | Prima TV USA      |
| -- | -------------------------------------------------- | ------------------------------------------------------------ | ----------------- |
| 1  | Stretch's Cookies / Page Turner                    | I biscotti di Scatto / Un libro entusiasmante                | 16 settembre 2006 |
| 2  | A Sticky Fix / Paint Job                           | Un intervento appiccicoso / L'arte della tinteggiatura       | 16 settembre 2006 |
| 3  | Tool in a China Shop / Welcome to Sheet Rock Hills | Il negozio di porcellane / Benvenuti a Sheet Rock Hills      | 17 settembre 2006 |
| 4  | Pet Problem / Felipe's New Job                     | Animali domestici, che problema! / Il nuovo lavoro di Philip | 18 settembre 2006 |
| 5  | Rusty's Little Light Lie / Squeeze in a Pinch      | La piccola bugia illuminante di Becco / La morsa di Strizza  | 20 settembre 2006 |
| 6  | Rusty to the Rescue / Piñata Party                 | Becco va in soccorso / La festa della Pignatta               | 21 settembre 2006 |
| 7  | Pat the Screwdriver / Big Sister                   | Pim il cacciavite / La sorella maggiore                      | 23 settembre 2006 |
| 8  | Tight Squeeze / Julieta's Monster                  | La piccola Strizza / Juliet e il mostro                      | 23 settembre 2006 |
| 9  | Supremoguy / Tool Talk                             | Supremoguy / Il Linguaggio degli attrezzi                    | 30 settembre 2006 |
| 10 | Amigo Grande / Tool for Sale                       | Un amico grande / Attrezzo in vendita                        | 7 ottobre 2006    |
| 11 | The New Kid / Shoe Biz                             | Affari con le scarpe / Un nuovo amico                        | 14 ottobre 2006   |
| 12 | Time Out / Shine Bright                            | Fuori orario / Luminoso e splendente                         | 21 ottobre 2006   |
| 13 | Not-so-Fast Food / Merry-go-Round                  | Un fast food poco fast / La giostra                          | 4 novembre 2006   |
| 14 | Wonder Tool / Tool Games                           | L'attrezzo prodigio / Giochi per attrezzi                    | 25 novembre 2006  |
| 15 | A Very Handy Holiday                               | Una festa davvero speciale                                   | 16 dicembre 2006  |
| 16 | Uncle Manny / Kitty Sitting                        | Zio Manny / Gatto sitter                                     | 13 gennaio 2007   |
| 17 | Detective Dusty / Radio Rusty                      | Dente fa la Detective / Radio Becco                          | 27 gennaio 2007   |
| 18 | Join the Club / Manny's Sick Day                   | Entra nel club / Il giorno di malattia di Manny              | 10 febbraio 2007  |
| 19 | Felipe Strikes Out / Pat's Big Idea                | Philip fa strike / La grande idea di Pim                     | 17 aprile 2007    |
| 20 | Cinco-de-Mayo / Best Repairman                     | Il cinque maggio / Il miglior aggiustatutto                  | 5 maggio 2007     |
| 21 | Mr. Lopart's Mother / Gopher Help                  | La Mamma del Signor Lopart / In aiuto di una talpa           | 13 maggio 2007    |
| 22 | A Very Handy Vacation                              | Una vacanza sul lago                                         | 23 giugno 2002    |
| 23 | Abuelito's Garden / Firehouse Tools                | Il giardino del nonno / Aiutiamo i pompieri                  | 14 luglio 2007    |
| 24 | Musica / Ice Cream Team                            | Musica / La squadra del gelato                               | 15 settembre 2007 |
| 25 | Halloween / Squeeze's Magic Show                   | Halloween / Lo spettacolo di magia di Strizza                | 8 ottobre 2007    |

## Seconda stagione
| nº | Titolo originale                                    | Titolo italiano                                                         | Prima TV USA      |
| -- | --------------------------------------------------- | ----------------------------------------------------------------------- | ----------------- |
| 1  | Haunted Clock Tower / Oscar's House of 18 Smoothies | I fantasmi della torre dell'orologio / La casa dei 18 frullati di Oscar | 27 ottobre 2007   |
| 2  | Light Work / Abuelito's Tomatoes                    | Un lavoro illuminato / I pomodori del grandfather                       | 10 novembre 2007  |
| 3  | Squeeze's Day Off / Renaldo's Pretzel Castle        | Il giorno di riposo di Strizza / Il castello dei Pretzel di Ronald      | 17 novembre 2007  |
| 4  | All Tools on Deck / Tool Dance                      | Tutti gli attrezzi in coperta / Il ballo dell'attrezzo                  | 15 dicembre 2007  |
| 5  | Elliot Minds the Store / Squeeze Makes a Promise    | Elliot si occupa del negozio / La promessa di Strizza                   | 12 gennaio 2008   |
| 6  | Manny To The Rescue / Handy Hut                     | Manny in soccorso / Il negozio misterioso                               | 21 gennaio 2008   |
| 7  | Valentine's Day / Mr. Lopart Moves in               | San Valentino / Il signor Lopart trasloca                               | 14 febbraio 2008  |
| 8  | Tools for Toys / Manny's Mouse Traps                | Attrezzi e giocattoli / La trappola per topi di Manny                   | 25 febbraio 2008  |
| 9  | Skateboard Park / Cowboy Manny                      | Il parco degli skateboard / Manny Cowboy                                | 8 marzo 2008      |
| 10 | Bloomin' Tools / Ups and Downs                      | Alti e bassi / Attrezzi in fiore                                        | 22 marzo 2008     |
| 11 | Squeeze Sticks / Basketball for All                 | Strizza e la calamita / Basket per tutti                                | 12 aprile 2008    |
| 12 | Sculptor Manny / Manny Goes Solar                   | Manny lo scultore / Manny e il pannello solare                          | 22 aprile 2008    |
| 13 | Talent Show / Abuelito's Yard Sale                  | Esibizione di talenti / Il mercatino del grandfather                    | 10 maggio 2008    |
| 14 | Lost and Found / Science Fair                       | Oggetti smarriti / La mostra di scienze                                 | 31 maggio 2008    |
| 15 | Sizing Things Up / Mr. Ayala's New Car Wash         | Misurando le cose / Il nuovo autolavaggio del signor Ayala              | 15 giugno 2008    |
| 16 | Happy Birthday, Mr. Lopart / Scout Manny            | Buon compleanno, Sig.Lopart / Manny lo scout                            | 28 giugno 2008    |
| 17 | Felipe's Hiccups / Book Drop                        | Il singhiozzo di Philip / Uno sportello all'altezza!                    | 21 luglio 2008    |
| 18 | Bingo Night / Scribble Trouble                      | La serata del bingo / Il monello imbrattatore                           | 30 agosto 2008    |
| 19 | Abuelito's Telescope / Little Lopart                | Il telescopio del grandfather / Il piccolo Lopart                       | 19 settembre 2008 |
| 20 | The Big Picture / Dig It                            | Il grande dipinto / Scava                                               | 26 settembre 2003 |
| 21 | Learning to Fly / Tools in a Candy Store            | Imparando a volare / Attrezzi nel negozio di dolciumi                   | 03 ottobre 2008   |
| 22 | Pedal'n Tools / Cock-a-Doodle-Do                    | Pedali e attrezzi / Chicchirichì                                        | 10 ottobre 2008   |
| 23 | Bake Sale / Camping Out                             | Dolci per tutti / Attrezzi in campeggio                                 | 15 ottobre 2008   |
| 24 | Flicker / Manny's Time Capsule                      | Brilla / La capsula del tempo di Manny                                  | 1º dicembre 2008  |
| 25 | Have a Handy New Year                               | Buon anno con Manny                                                     | 2 dicembre 2008   |
| 26 | Movie Night / Cactus Manny                          | Una serata al cinema / Manny e i cactus                                 | 3 dicembre 2008   |
| 27 | Frank's Barber Shop / Rusty's Second Wind           | Frank il barbiere / Becco ha il vento in poppa                          | 4 dicembre 2008   |
| 28 | Special Delivery / Elliot's New Job                 | Una consegna speciale / Il nuovo lavoro di Elliot                       | 28 marzo 2009     |
| 29 | Home Sweet Home / Jackie's Old Shed                 | Casa dolce casa / Il vecchio capanno di Jackie                          | 18 aprile 2009    |
| 30 | Arbor Day / Flicker Speaks English                  | La festa degli alberi / Brilla impara nuove parole                      | 18 aprile 2009    |
| 31 | Danny Starr / Quinceanera                           | Danny Star / La festa per i quindici anni                               | 20 giugno 2009    |
| 32 | The Good, the Bad, the Handy                        | Il buono, il brutto e il tuttofare                                      | 27 giugno 2009    |
| 33 | Lyle and Leland Lopart / Blackout on the Block      | Lyle & Leland Lopart / Blackout in città                                | 4 luglio 2009     |
| 34 | A Day at the Beach / The Party Dress                | Una giornata in spiaggia / Il vestito della festa                       | 11 luglio 2009    |
| 35 | Manny's Makeover / Singing Salon                    | Manny cambia look / Il salone di bellezza canterino                     | 18 luglio 2009    |
| 36 | A Night With Abuelito / Canine Case                 | Una notte con il grandpa / Il caso del cane scomparso                   | 25 luglio 2009    |
| 37 | Saving the Turtles / Abuelito's Siesta              | Salviamo le tartarughe / Il pisolino del grandpa                        | 1 agosto 2009     |
| 38 | Picture Perfect / Some Assembly Required            | Il regalo perfetto / Il manuale delle istruzioni                        | 8 agosto 2009     |
| 39 | The Great Donate / Abuelito in a Fix                | Un lavoro in biblioteca / La riparazione del grandfather                | 18 settembre 2009 |
| 40 | Fun and Games / Autumn Leaves                       | Giochi e divertimento / Foglie d'autunno                                | 17 ottobre 2009   |
| 41 | Motorcycle Adventure                                | L'avventura in motocicletta di Manny                                    | 4 ottobre 2009    |

## Terza stagione
| nº | Titolo originale                                    | Titolo italiano                                                  | Prima TV USA      |
| -- | --------------------------------------------------- | ---------------------------------------------------------------- | ----------------- |
| 1  | Pepe's Rocket / The Best Vacation Ever              | Il razzo Di Pepe / La vacanza più bella                          | 7 novembre 2009   |
| 2  | Mr. Lopart Sails Away / Pepe's Agua Fresca Stand    | Comandante Lopart / Pepe e le bibite rinfrescanti                | 28 novembre 2009  |
| 3  | A Whale of a Tale / Julieta's Loose Tooth           | La balena spiaggiata / Juliet e il dentino                       | 7 dicembre 2009   |
| 4  | Flicker Joins the Band / Paulette's Pizza Palace    | Brilla si unisce alla banda / Il Pizza Palace di Paulette        | 8 dicembre 2009   |
| 5  | Which Way to the Barbecue; Back on Track            | Dove dobbiamo andare per il barbecue? / Aiuto, le mosche!        | 9 dicembre 2009   |
| 6  | Francisco Comes to Town / Broken Drawbridge         | Frank arriva in città / Il ponte levatoio è rotto                | 10 dicembre 2009  |
| 7  | The Twisty Turn Twist / Mayor Rosa's Chimney        | Il twistoso giro di Twist / Il comignolo del sindaco Rose        | 13 febbraio 2010  |
| 8  | Handy Manny Big Race                                | Manny e la grande gara                                           | 20 marzo 2004     |
| 9  | The Earth Day Challenge / Dario Dance               | La sfida del giorno della Terra / Il ballo di Dario              | 17 aprile 2010    |
| 10 | Seal Appeal / Pat Lightly                           | Avventura in alto mare / Martellare con dolcezza!                | 15 maggio 2010    |
| 11 | Mini Golf Game; Which Way to the Barbeque           | La partita di MiniGolf / Dove bisogna andare per il Barbecue?    | 29 giugno 2010    |
| 12 | Bunny in the Basement / Fast Eddie's Scooter        | Il coniglio in cantina / Lo scooter di Eddie                     | 10 luglio 2010    |
| 13 | Chico Goes to Preschool / Kelly's Chili             | Chico alla scuola materna / Il chili per Kelly                   | 28 agosto 2010    |
| 14 | Story Hour / Long John Lopart                       | L'ora della lettura / Long John Lopart                           | 15 settembre 2010 |
| 15 | Handy Manny Big Construction Job                    | Manny e la grande impresa di costruzioni                         | 11 ottobre 2010   |
| 16 | Leela's Birthday Party / Abuelito's Mower           | La festa di compleanno di Leela / La falciatrice di Grandpa      | 12 novembre 2010  |
| 17 | Flicker Saves Christmas                             | Brilla salva il Natale                                           | 29 novembre 2010  |
| 18 | The Ayala's Christmas Extravaganza / Mini Golf Game | Lo spettacolare Natale degli Ayala / La partita di minigolf      | 2 dicembre 2010   |
| 19 | Good Fences / Butterflies                           | La staccionata della discordia / Farfalle                        | 17 gennaio 2011   |
| 20 | Art Show / The New Time Capsule                     | Mostra d'arte / La nuova capsula del tempo                       | 14 febbraio 2011  |
| 21 | Just One of the Puppies / Pet Picnic                | Un cucciolo come gli altri / Il picnic degli animali domestici   | 21 marzo 2011     |
| 22 | The Tools New Team                                  | La nuova squadra di attrezzi                                     | 18 aprile 2011    |
| 23 | To Catch a Litter Bug / Community Garden            | Caccia al teppista / Un giardino per la comunità                 | 22 aprile 2007    |
| 24 | The Great Outdoors / The Cowboy Cookout             | I grandi spazi aperti / Il barbecue del cowboy                   | 23 maggio 2007    |
| 25 | Beach Clean Up / Root Damage                        | Operazione spiaggia pulita / Una radice di troppo                | 8 luglio 2011     |
| 26 | Breakfast of Champions / Bowling Night              | Colazione da campioni / Serata al bowling                        | 5 agosto 2011     |
| 27 | Doggie Door / Rocking Chair                         | Sportellino per cani / La sedia a dondolo                        | 10 settembre 2011 |
| 28 | Table for Too Many / Bunk Bed                       | Un grandissimissimo tavolo / Un letto a castello                 | 11 settembre 2011 |
| 29 | A Job from Outer Space / Sounds Like Halloween      | Un lavoro dallo spazio siderale / Tutti i suoni di Halloween     | 16 settembre 2011 |
| 30 | Fixit's Repair / Pottery Class                      | Aggiustiamo Fido! / Il corso di ceramica                         | 22 settembre 2011 |
| 31 | Flicker the Kicker / The Sheet Rock Hills Strikers  | Brilla calciatrice / Gli Sheet Rock Hills Strikers               | 25 settembre 2011 |
| 32 | The Great Garage Rescue                             | Il grande salvataggio dell'officina                              | 3 ottobre 2011    |
| 33 | The Chicken or the Egg / Picture This               | L'uovo o la gallina? / Foto a sorpresa                           | 4 novembre 2011   |
| 34 | The Wing and Nut Challenge / Dusty's Big Day        | La sfida di Dado e Dodo / Il sogno di Dente                      | 11 novembre 2011  |
| 35 | Manny's Wilderness Adventure                        | Su e giù per il fiume                                            | 18 novembre 2011  |
| 36 | Fearless Rusty / Dog Fountain                       | Becco va in soccorso / La fontana dei cani                       | 25 novembre 2011  |
| 37 | Snow Problem                                        | Salvataggio sulla neve                                           | 16 dicembre 2011  |
| 38 | Snow Day / Susanna's Dollhouse                      | Una giornata nevosa / La casa delle bambole di Susan             | 30 dicembre 2011  |
| 39 | The Right Stuff / Vet Visit                         | L'Intrepido Becco / Una fontanella per cani                      | 17 febbraio 2012  |
| 40 | St. Patrick's Day                                   | Il giorno di San Patrizio                                        | 16 marzo 2012     |
| 41 | Handy Manny and the 7 Tools                         | Manny Tuttofare e i sette attrezzi                               | 13 aprile 2012    |
| 42 | The Wedding                                         | Il giorno delle nozze                                            | 27 aprile 2012    |
| 43 | Firefighter Manny                                   | Manny il pompiere                                                | 7 settembre 2012  |
| 44 | Hank's Birthday                                     | Il compleanno di Hank                                            | 9 ottobre 2012    |
| 45 | Kelly's Big Photo Shoot / Phone Fix                 | Il grande servizio fotografico di Kelly / Riparazione telefonica | 10 ottobre 2012   |
| 46 | Mrs. Lopart's Attic / Hoop Dream                    | La soffitta della sig.ra Lopart / Il sogno nel canestro          | 12 ottobre 2012   |
| 47 | Valentine's Day Party                               | La festa di San Valentino                                        | 10 febbraio 2013  |